# Budo

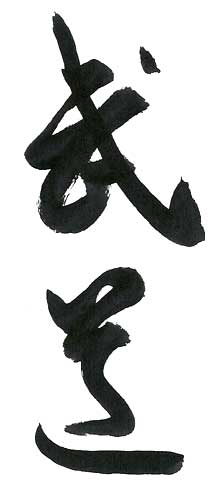
Kalligrafisk skrift föreställande ordet budō (武道) på japanska

Budo eller budō (武道, "krigsväg") är det japanska samlingsnamnet för kampsporter/kampkonster, och på svenska kan budo användas som samlingsnamn för östasiatiska kampsporter. Ordet avser oftast moderna japanska kampsporter såsom judo, aikido, karate, kendo, iaido, Shorinji Kempo och kyudo. Dessa kallas med ett gemensamt namn för gendai budo. Äldre typer av japansk budo kallas för koryu budo. Hit hör en stor mängd gamla skolor för både obeväpnad kamp och kamp med små redskap (traditionell jujutsu) samt olika typer av vapenkonster, framför allt svärdsskolor, såsom Katori Shinto-ryu. Bujinkan är en av de budokonster som härstammar från japanska budoskolor (ryu).
Den första budokonsten som kom till Sverige var jujutsu (även transkriberad jiu-jitsu), som introducerades av Viking Cronholm år 1907. Judo nådde Sverige på 1950-talet, medan karate, aikido och kendo introducerades på 1960-talet. Shorinji Kempo kom officiellt till Sverige i början av 70-talet av Kanemi Hagiwara  Eftersom de japanska kampkonsterna var de asiatiska kampsporter som först kom till väst, har budo ibland fått beteckna asiatiska kampkonster i allmänhet.
De flesta budokonster brukar använda sig av graderingar, där svartbältesgrader kallas för dangrader och lägre grader, som ofta utmärks med färgade bälten, kyugrader. En vanlig missuppfattning är att färgade bälten är ett västerländskt påfund och att de japanska skolorna använder sig av kyu- och dantitulerade grader istället för färgade bälten. Graderingssystemet med kyu- och dangrader härstammar från judons grundare Jigoro Kano . Kano tog systemet med dangrader, som ursprungligen uppfunnits för brädspelet go, och tillämpade det på sina judoelever genom att låta de skickligaste bära svarta bälten. Med tiden kom nivåerna under det svarta bältet att delas in i kyugrader, och de färgade bältena infördes. Systemet har sedan spridits till praktiskt taget all modern budo och även många kampsportsstilar med annat ursprung än Japan tillämpar systemet. 
Budo omges av en filosofi delvis hämtad från samurajernas hederskodex bushido och ofta anses gå ut på att den budotränande genom sin träning ska bli en ädlare människa, med både stolthet och hög känsla för moral.
Budo i Sverige är organiserad genom Svenska Budo & Kampsportsförbundet, Svenska Judoförbundet och Svenska Karateförbundet.